# Too Old to Die Young (Guè e Shablo)
Too Old to Die Young è un singolo del rapper italiano Guè e del DJ producer italiano Shablo, pubblicato il 27 aprile 2021.

## Descrizione
Il titolo del brano è un riferimento all'omonima serie televisiva creata da Ed Brubaker e Nicolas Winding Refn, quest'ultimo molto apprezzato da Pequeno.
Il brano è stato incluso nella colonna sonora della serie Netflix Zero, per poi apparire come traccia conclusiva del settimo album in studio di Pequeno Guesus.

## Tracce
Testi di Cosimo Fini, musiche di Pablo Miguel Lombroni Capalbo.
1. Too Old to Die Young – 3:22

## Formazione
- Guè – voce
- Shablo – produzione